# HD 43544
HD 43544，又名BD-16 1415，SAO 151294、HR 2249，是一颗恒星，视星等为5.92，位于銀經224.13，銀緯-15.15，其B1900.0坐标为赤經6h 11m 40.1s，赤緯-16° -15.15′ 4″。